# ناثانيل هازارد
ناثانيل هازارد (بالإنجليزية: Nathaniel Hazard)‏ هو سياسي أمريكي، ولد في 1776 بنيوبورت في الولايات المتحدة، وتوفي في 17 ديسمبر 1820. حزبياً، نشط في الحزب الجمهوري. وقد انتخب عضو مجلس النواب الأمريكي.